# Moult-Chicheboville
Moult-Chicheboville is een gemeente in het Franse departement Calvados (regio Normandië). De plaats maakt deel uit van het arrondissement Caen. Moult-Chicheboville is op 1 januari 2017 ontstaan door de fusie van de gemeenten Chicheboville en Moult. De gemeente telde 3.404 inwoners op 1 januari 2022.

## Geografie
De oppervlakte van Moult-Chicheboville bedroeg op 1 januari 2022 17,8 vierkante kilometer; de bevolkingsdichtheid was toen 191,2 inwoners per km².
De onderstaande kaart toont de ligging van Moult-Chicheboville met de belangrijkste infrastructuur en aangrenzende gemeenten.

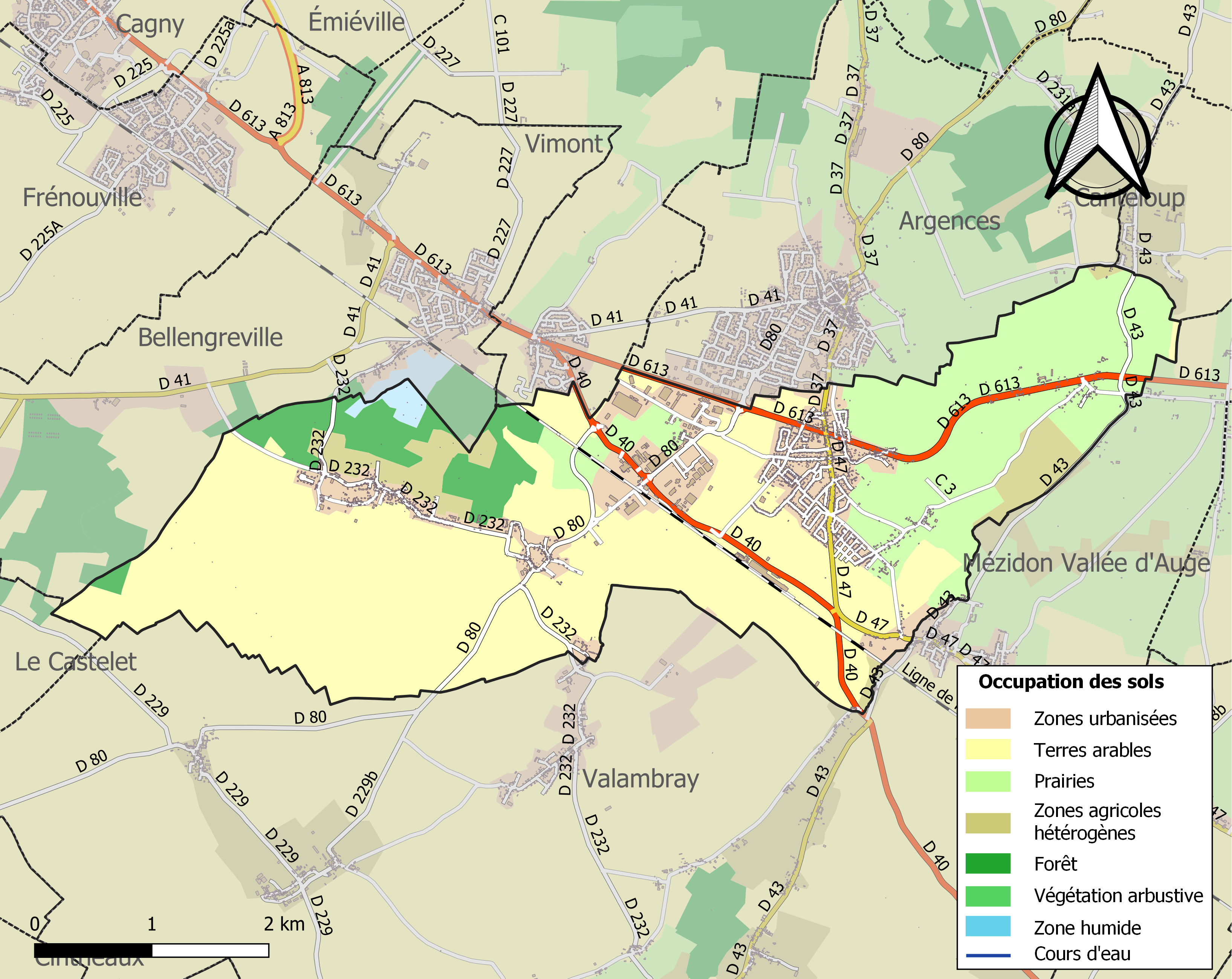

## Verkeer
In de gemeente ligt de spoorweghalte Moult-Argences.